# Heinrich Gröticke
Johann Heinrich Gröticke (* 22. September 1771 in Schmillinghausen; † 19. August 1829 ebenda) war ein deutscher Landwirt und Abgeordneter.

## Leben
Gröticke war der Sohn des Richters Johannes Gröticke (1741–1816) und seiner Frau Maria Elisabeth, geb. Frese (um 1750–1804). Heinrich Gröticke war Landwirt und seit 1811 Richter in Schmillinghausen. 1816 wurde er Kürgenosse von Schmillinghausen. Von (Frühjahr) 1817 bis zu seinem Tod 1829 war er Mitglied des Landstands in Waldeck für den Bauernstand im Oberjustizamt der Diemel.